# Uetikon am See
Uetikon am See (do roku 1977 oficiálně pouze Uetikon) je obec v kantonu Curych ve Švýcarsku. Žije zde  obyvatel.

## Geografie
Uetikon am See leží na severním břehu Curyšského jezera, na takzvaném Zlatém pobřeží (Goldküste), asi 16 kilometrů jihovýchodně od Curychu a 2 kilometry jihovýchodně od okresního města Meilen. Rozkládá se mezi břehem jezera a jižním svahem masivu Pfannenstiel. Území obce má rozlohu 349 ha, z toho 47 % je využíváno pro zemědělství, 29 % pro obytné plochy, 17 % pro lesní plochy a 7 % pro dopravní plochy.
Sousedními obcemi jsou Meilen, Egg, Oetwil am See a Männedorf.

## Historie

Letecký pohled (1953)

První písemná zmínka o Uetikonu pochází z roku 1150 jako Uetinchova. Uetikon patřil ve středověku k panství Wädenswil. Svobodní páni z Wädenswilu postoupili v roce 1287 panství a soudní pravomoc nad vesnicí na pravém břehu jezera johanitům. V roce 1408 se Uetikonu podařilo vykoupit se z nevolnictví vůči johanitům. Dřívější pravopis názvu obce zní Üetikon.
V roce 1549 zakoupilo panství Wädenswil město Curych. Od té doby až do roku 1798 tvořil Uetikon součást zemského správního obvodu Wädenswil. Hlavním vlastníkem půdy byl odedávna curyšský klášter Grossmünster. Helvétská republika zrušila roku 1798 staleté spojení Uetikonu s Wädenswilem a přiřadila obec k okresu Meilen. Během období mediace patřila k levobřežnímu okresu Horgen, od roku 1814 opět k pravobřežnímu vrchnímu úřadu (dnes okresu) Meilen.

## Obyvatelstvo
| Rok            | 1634 | 1850 | 1900 | 1950 | 1990 | 2000 | 2015 |
| Počet obyvatel | 382  | 1121 | 1365 | 2521 | 4026 | 5210 | 5981 |

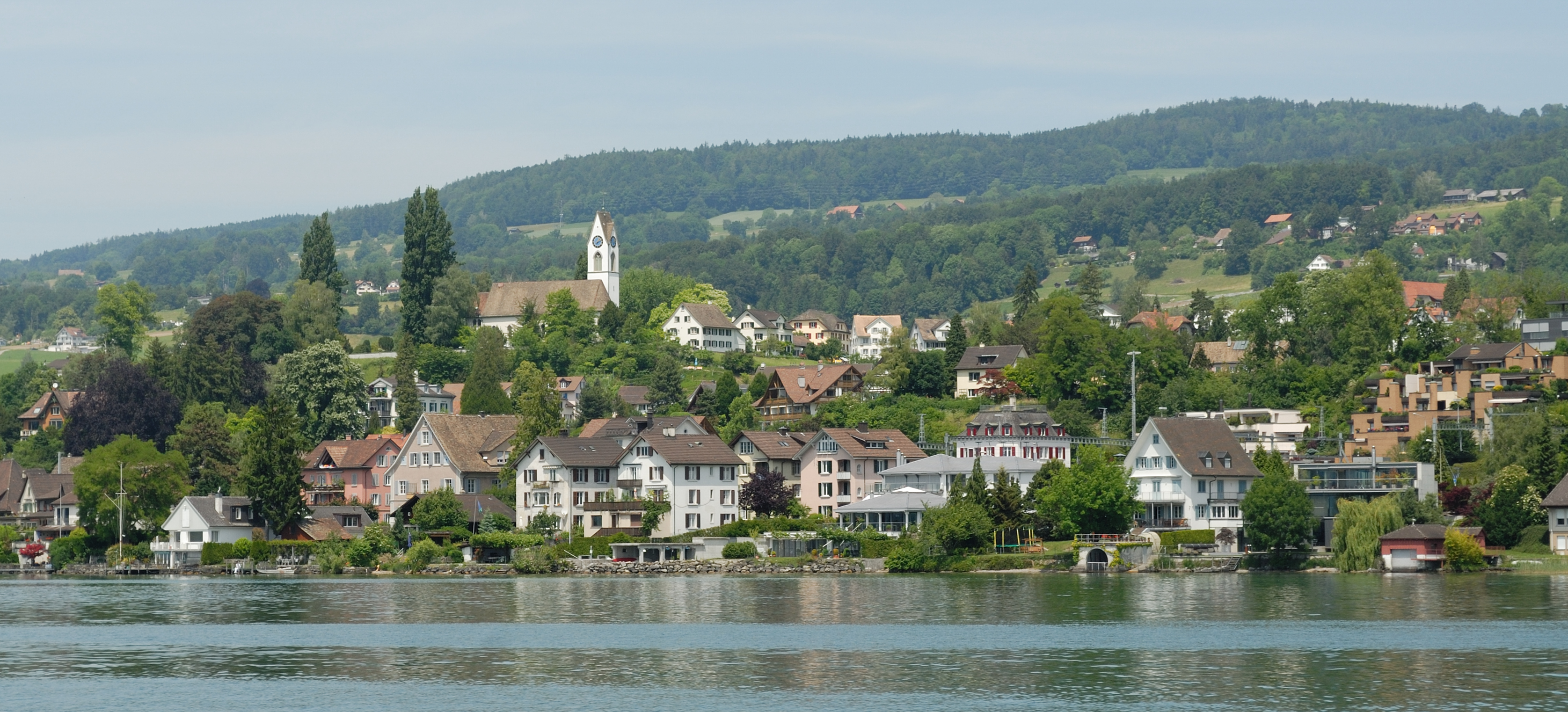
Pohled na Uetikon od jezera

Úředním jazykem obce je němčina. Místní dialekt němčiny je nazýván Züridütsch (curyšská němčina). Většina obyvatel hovořila k roku 2000 německy (89,1 %), druhou nejčastější řečí byla italština (2,7 %) a třetí albánština (1,4 %).

## Hospodářství
Břeh jezera je výrazně charakterizován chemickou továrnou CU Chemie Uetikon. Společnost chtěla velkou část svého areálu zastavět sídlištěm s přístupem k jezeru a cestou na břehu jezera. Proti projektu se postavily různé politické skupiny. V důsledku chemické činnosti je podloží v areálu továrny a blízké vodní plochy kontaminováno znečišťujícími látkami. Po roce 2025 byl měl být areál kompletně přestavěn na nové budovy či byty.

## Doprava
Uetikonem prochází železniční trať Curych–Rapperswil, která byla otevřena 14. března 1894 a elektrifikována v květnu 1926. Uetikon obsluhují linky S6 a S7 curyšského systému vlakových linek S-Bahn. Dále obec obsluhují autobusové linky, které jsou provozovány dopravním svazem Verkehrsbetriebe Zürichsee und Oberland (VZO).
Kromě toho do Uetikonu jezdí lodě společnosti Zürichsee-Schiffahrtsgesellschaft, spojující sídla na Curyšském jezeře.
Souběžně s hlavní silnicí č. 17 z Rapperswilu do Curychu, zvanou Seestrasse, vede podél břehu jezera ulice Alte Landstrasse.